# Київська фортеця (монета)
«Київська фортеця» — пам'ятна  монета номіналом 5 гривень, випущена Національним банком України, присвячена Київській фортеці — одній із найбільших кам'яно-земляних фортець у світі, частина якої є Національним історико-архітектурним музеєм «Київська фортеця».
Монету введено в обіг 14 травня 2021 року. Вона належить до серії «Пам'ятки архітектури України».

## Опис та характеристики монети
| Номінал грн. | Метал      | Маса, грам | Діаметр, мм. | Якість виготовлення       | Гурт     | Тираж, штук |
| ------------ | ---------- | ---------- | ------------ | ------------------------- | -------- | ----------- |
| 5            | нейзильбер | 16.54      | 35,0         | спеціальний анциркулейтед | рифлений | 40 000      |

Із загального тиражу 15 000 монет випущено в сувенірній упаковці.

### Аверс
На аверсі монети розміщено: у верхній половині на тлі стилізованої композиції у формі фрагменту арочного входу фортеці — малий Державний Герб України, під яким — напис УКРАЇНА; у нижній половині аверсу на дзеркальному тлі розташовано ключ, під яким написи — 5 ГРИВЕНЬ 2021. Логотип Банкнотно-монетного двору Національного банку України розташовано праворуч від ключа.

### Реверс
На реверсі монети зображено вид на Київську фортецю з висоти із схемою укріплень фортеці праворуч та написом унизу КИЇВСЬКА (на дзеркальному тлі), ФОРТЕЦЯ XVIII—XIX ст. (на тлі зубців фортечної стіни).

## Автори

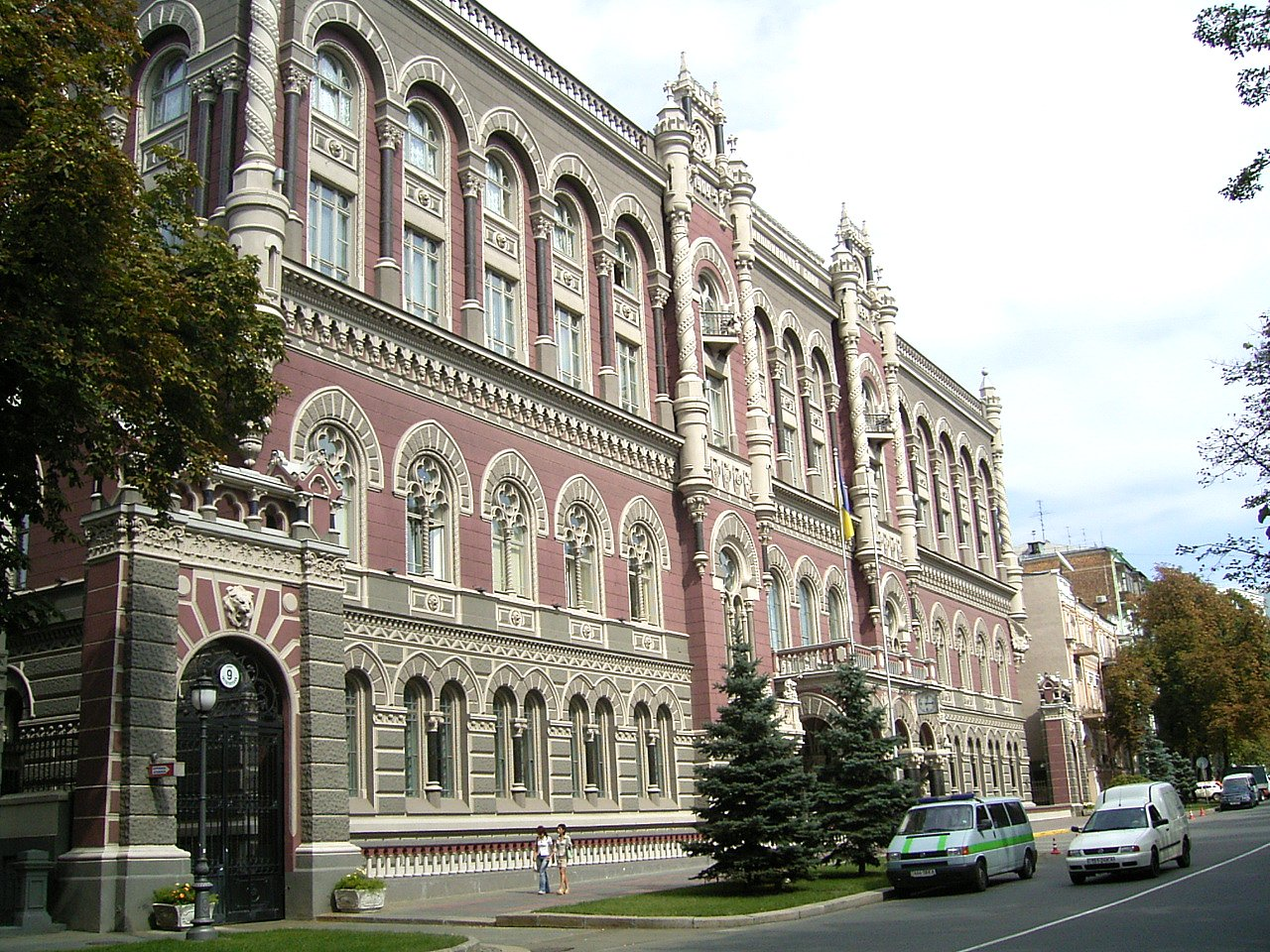
Будівля Національного банку України

- Художники: Таран Володимир, Харук Олександр, Харук Сергій.

- Скульптори: Атаманчук Володимир, Іваненко Святослав[2].

## Вартість монети
Роздрібна ціна Національного банку України 55 гривень.
Фактична приблизна вартість монети, з роками змінювалася так:

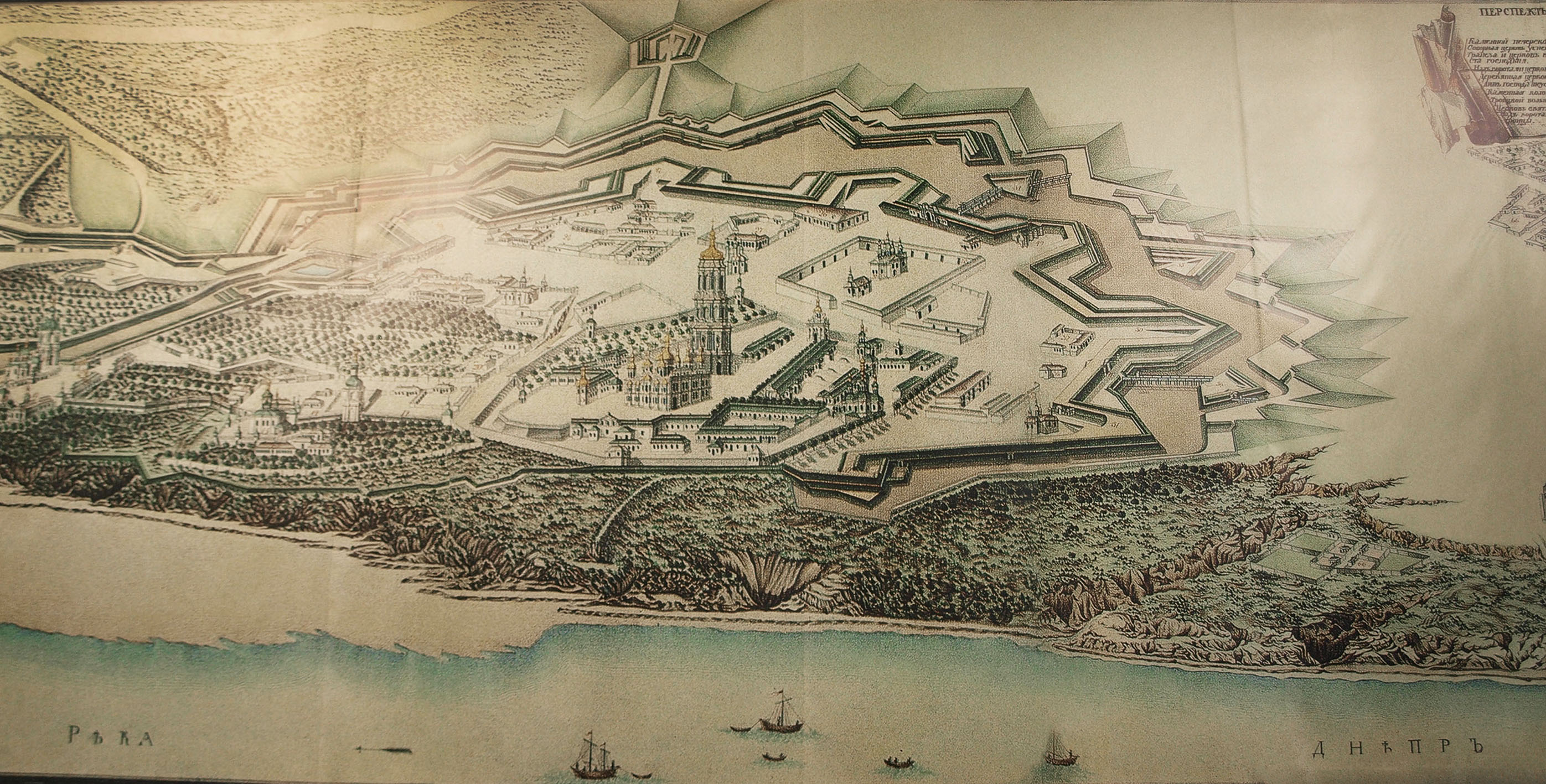
Перспектива Києво-Печерської фортеці, 1783

| Рік        | 2021 | 2022 | 2023 | 2024 | 2025 |
| ---------- | ---- | ---- | ---- | ---- | ---- |
| Ціна, грн. | 75   | 90   | 105  | 150  | 170  |